# La Chapelle-des-Fougeretz
La Chapelle-des-Fougeretz ist eine französische Gemeinde mit 4603 Einwohnern (Stand: 1. Januar 2022) im Département Ille-et-Vilaine in der Region Bretagne. Sie gehört zum Arrondissement Rennes und zum Kanton Betton. Die Einwohner werden Chapellois genannt.

## Geografie
La Chapelle-des-Fougeretz liegt etwa sechs Kilometer nördlich von Rennes. Umgeben wird La Chapelle-des-Fougeretz von den Nachbargemeinden La Mézière im Norden, Melesse im Nordosten, Saint-Grégoire im Osten, Montgermont im Süden sowie Pacé im Westen.
Durch die Gemeinde führt die frühere Route nationale 137. 

## Bevölkerungsentwicklung
| 1962 | 1968 | 1975 | 1982 | 1990 | 1999 | 2006 | 2017 |
| ---- | ---- | ---- | ---- | ---- | ---- | ---- | ---- |
| 548  | 644  | 1077 | 1791 | 2513 | 3306 | 3538 | 4773 |

## Gemeindepartnerschaften
Mit der deutschen Gemeinde Kalchreuth in Franken (Bayern) besteht seit 1993, mit der britischen Gemeinde Lechlade in Gloucestershire (England) eine weitere Partnerschaft. 

## Sehenswürdigkeiten

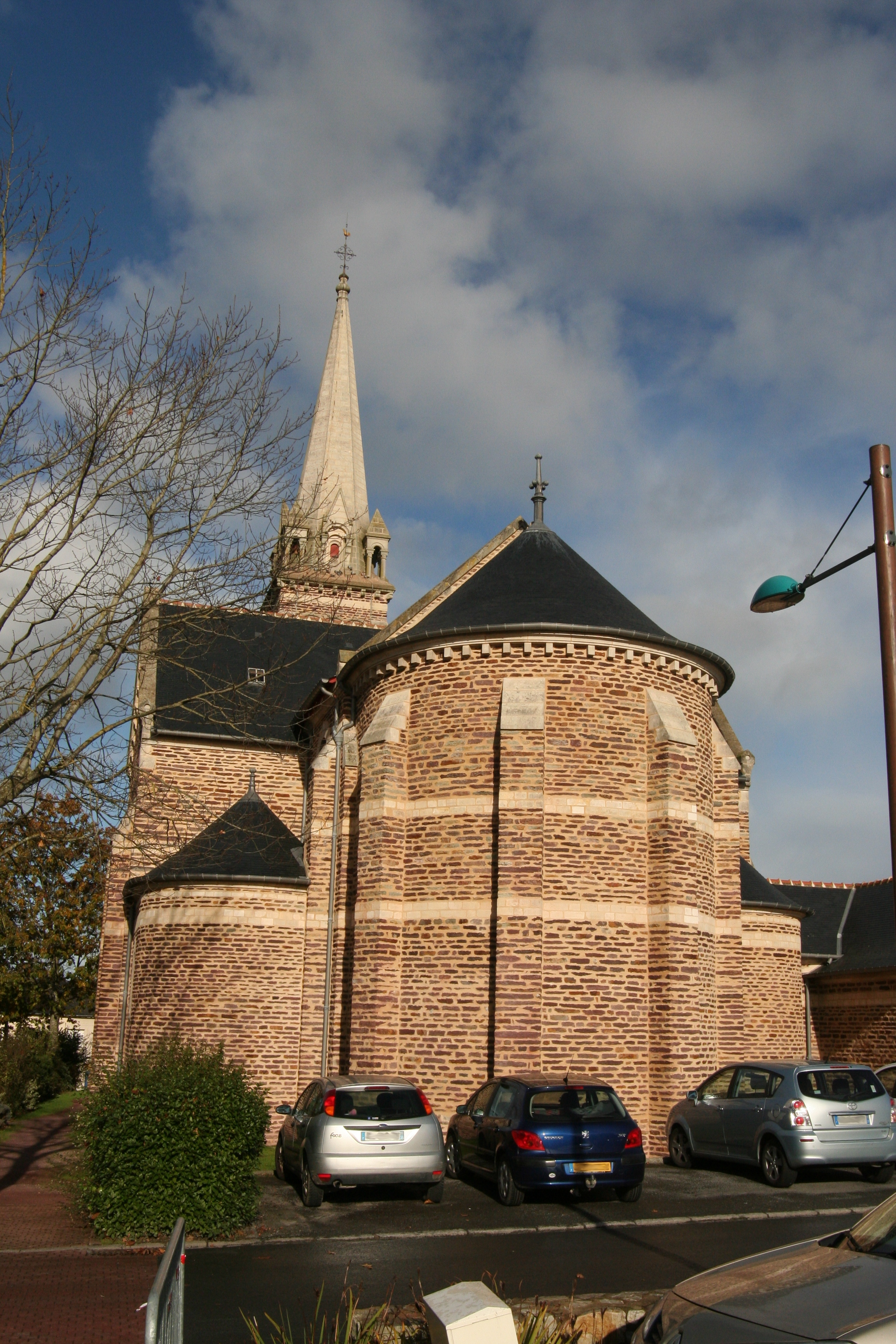
Kirche Saint-Joseph

- Kirche Saint-Joseph, im romanischen Stil im 19. Jahrhundert erbaut, 2006/2007 restauriert; Friedhof mit einem Steinkreuz aus dem 15. Jahrhundert
- Römische Brücke

## Persönlichkeiten
- Jean-François-Charles Amet (1861–1940), Vizeadmiral und Alliierter Hochkommissar